# Cavendishia nobilis
Cavendishia nobilis là một loài thực vật có hoa trong họ Thạch nam. Loài này được Lindl. mô tả khoa học đầu tiên năm 1836.